# جامعات جنوب إفريقيا
جامعات جنوب إفريقيا (بالإنجليزية: Universities South Africa)‏ هي اتحاد يضم 23 جامعة عامة في جنوب إفريقيا. وتتمثل مهمتها في تكوين صوت موحد لمصالح أعضائها، وتشكيل سياسة مشتركة لأعضائها بشأن المسائل ذات الأهمية الوطنية، وتقديم خدمات متنوعة لأعضائها.

## الأعضاء
- جامعة شبه جزيرة كيب في شيغيا
- جامعة كيب بينينسولا للتكنولوجيا
- جامعة كيب تاون
- الجامعة المركزية للتكنولوجيا
- جامعة ديربان للتكنولوجيا
- جامعة فورت هير
- جامعة الولاية الحرة
- جامعة جوهانسبرغ
- جامعة كوازولو-ناتال
- جامعة ليمبوبو
- جامعة مانجوسوثو للتكنولوجيا
- جامعة نيلسون مانديلا
- جامعة الشمال الغربي
- جامعة بريتوريا
- جامعة رودس
- جامعة جنوب افريقيا
- جامعة ستيلينبوش
- جامعة تشوان للتكنولوجيا
- جامعة فال للتكنولوجيا
- جامعة فندا
- جامعة والتر سيسولو للتكنولوجيا والعلوم
- جامعة ويسترن كيب
- جامعة ويتواترسراند
- جامعة زولولاند